# 克隆氏症
克隆氏症（英語：Crohn's disease），又称克罗恩病、克隆氏症候群或局部性腸炎，是一種發炎性腸道疾病，可能影響腸胃道從口腔至肛門的任何部分。症狀通常包含：腹痛、腹瀉（如果發炎嚴重可能會呈血性）、發燒和體重減輕。其他合併症可能發生於腸胃道之外且包括：貧血、皮疹、關節炎、葡萄膜炎和倦怠。可能會因為感染出現皮疹、壞疽性膿皮症或結節性紅斑。腸梗阻也常發生，那些具有此疾病的人罹患腸癌的風險更大。
克隆氏症是由環境、免疫和細菌等因素在遺傳易感個體上的組合所引起。它會導致慢性發炎疾病，其中身體的免疫系統可能針對腸胃道的微生物抗原進行攻擊。雖然克隆氏症是一種免疫相關疾病，但它不會以自體免疫疾病的形式表現（免疫系統不被身體本身所觸發）。確切的潛在性免疫問題尚未明確；然而它可能是免疫缺陷的狀態。整體風險中約有一半和超過70個的基因相關。吸菸者罹患克隆氏症的機率是沒吸菸者的兩倍。它也時常發生於腸胃炎後。診斷是基於許多發現結果包括：組織切片和腸壁外觀、醫學影像和疾病描述。可以呈現其他的類似病症包含：腸躁症和貝賽特氏症。
目前並無任何藥物治療和手術能根治克隆氏症。治療選項的目的在於改善症狀，使病情緩解以及預防復發。新診斷為克隆氏症的病人通常會接受短暫的類固醇治療，使病情有顯著的改善，之後並合併滅殺除癌錠或硫嘌呤等藥物防止復發。對於有菸癮的病患來說，在治療過程中最重要的一部分就是戒菸。患有克隆氏症的病患中，每五位就有一位需要每年定期回醫院覆診，其中約有一半的病患在發病後十年左右需要接受手術治療。雖然手術並非必要的治療方式，但適用於膿瘍、某些情況下的腸阻塞以及癌症。同時也建議患者在發病的八年後，需要隔幾年接受大腸鏡，以檢查是否有罹患大腸癌。
在歐洲以及北美等地區，克隆氏症的盛行率約為每1000人中有3.2人罹患克隆氏症。在亞洲以及非洲等地區較為罕見。就歷史的發展情形來說，克隆氏症在已開發國家較為常見。但罹患克隆氏症的人口比例自1970年以來，在開發中國家已經不斷竄升。發炎性腸道疾病在2010年造成35000例死亡案例，而罹患克隆氏症的病患的預期壽命有轻微的減少。克隆氏症好發的年齡層位於十多歲至二十多歲，但依然會在各種年齡層中出現。且不因性別有所不同。克隆氏症的名稱是用來紀念布里爾·伯納德·克羅恩，這位腸胃科醫師和另外兩位同事在1932年於紐約西乃山醫院描述許多在迴腸末端以及小腸等容易受感染的部分有發炎狀況，病患的病情。
治療克隆氏症的方法有二：
- 利用TNF-α的抗體
- 利用可調節T細胞過敏反應的interleukin-10

## 參看
- 潰瘍性大腸炎
- 腸易激綜合症

## 外部連結
- 香港復康會: 克隆氏症
- 克罗恩病活动指数计算器 （页面存档备份，存于）